# Suwon World Cup Stadium
Suwon World Cup Stadium (též Big Bird Stadium či 수원월드컵경기장) je víceúčelový stadion sloužící zejména pro fotbal v Suwonu v Jižní Koreji. Pojme 43 959 diváků. Domácí zápasy zde hraje fotbalový klub Suwon Samsung Bluewings. Byl postaven pro Mistrovství světa ve fotbale 2002.
Stavba započala 15. listopadu 1996 a byl otevřen 13. května 2001. Přezdívka „Big Bird“ je kvůli jeho střešní konstrukce, protože připomínají křídla ptáka. Jedná se o jediný stadion v Jižní Koreji, který byl postaven za pomoci dobrovolných darů od občanů. Jména a adresy dárců jsou vyryty na zadní straně sedadel. Jako první událost se zde odehrával Konfederační pohár FIFA v roce 2001. Byl to jeden z 20 stadionů, kde se pořádaly zápasy mistrovství světa ve fotbale v roce 2002. V roce 2017 se zde konalo Mistrovství světa ve fotbale hráčů do 20 let.